# 원종혁
원종혁(1997년 11월 3일 ~)은 대한민국의 가수, 작곡가다. 2021년 디지털 싱글 [사랑한다 했잖아요]로 정식 데뷔했다.

## 방송
- 슈퍼스타K 5 (2013)
- K팝스타 6 더 라스트 찬스 (2016)
- 불토엔 혼코노 (2018) - 준우승

## 음반
- 사랑한다 했잖아요 (2021)
- 찬란한 별이 되어줄래 (piano ver) (2021)
- 비가 내리던 그 날 (2021)
- Across the universe (2021)
- 자장가 (2022)
- 수놓은 밤 (2023)
- 사랑하는 너에게 (2023)

## 기타
- 정다운 - 겨울 (2020) 보컬 참여
- 고은경 - 오래 남을 말 (2022) 보컬 참여
- 하여름 - 작은 고백 (2022) 보컬 참여

## 수상
- 경기도 평택시 전국 청소년 가요제 은상 (2014)
- M.I.C 동아학생가요제 대상 (2015)
- SAC 전국 실용음악 콩쿠르 개인부분 은상 (2015)